# Holdypaws
Holdypaws è il secondo album in studio del gruppo musicale statunitense Deerhoof, pubblicato nel 1999.

## Tracce
1. Magic Star
2. Queen of the Lake
3. The Moose's Daughter
4. Satan
5. Crow
6. Flower
7. Lady People
8. The Great Car Tomb
9. Dead Beast Queen
10. Data

## Formazione
- Rob Fisk – chitarra
- Satomi Matsuzaki – basso, voce
- Greg Saunier – batteria, voce
- Kelly Goode – tastiera